# ستاري موست
ستاري موست أو الجسر القديم (بالسلوفينية: Stari most) جسر قوسي أثري، يقع على نهر نيريتفا في مدينة موستار في البوسنة والهرسك. يعود بناؤه إلى القرن السادس عشر وتحديدا عام 1566، ويُعتبر من أعظم الجسور التي خلفتها الدولة العثمانية في منطقة البلقان. قام بتصميمه المعمار «خير الدين»، أحد تلامذة المعمار سنان آغا بأمر من السلطان سليمان القانوني.
يبلغ طول الجسر حوالي 30 مترا، وبعرض 4 أمتار، ويرتفع عن النهر بحوالي 24 مترا، متضمنا برجين يتخذان شكل الحصن على طرفي الجسر، ويقع الحصن الأول في اتجاه الشمال الشرقي ويلقب ببرج "هيليبيجا" Helebija" اما البرج الثاني فيعرف بجسر "تارا" ويقع في جهة الجنوب الغربي.
اكتسب الجسر شهرته التي استقطب من خلالها العديد من هواة القفز من مسافات عالية، ليمارسوا رياضتهم المفضلة وسط تصفيق وتشجيع من مرتادي الطبيعة، وقد أصبح «ستاري موست» معلما سياحيا هاما ونافذة مهمة للبوسنة، جاذبا إليه الآلاف من السياح بصفة دورية في ملحمة نشطت حركة السياحة الداخلية والخارجية للبوسنة.

## تصميم
يتسم الجسر بطابع العمارة العثمانية التي كست ملامحه، وقد تم البدء في بنائه عام 1557 م بعدما أمر ببنائه السلطان سليمان الأول القانوني، ابن سليم الأول (القاطع) في عصر الدولة العثمانية، والذي اشتهر بكونه أبرز حاكم في القارة الأوروبية وقتها، وتمت الاستعانة بالحجر الجيري في بناء دعامات الجسر، ولوحظ أن الجسر تم بناؤه بطريقة تتلائم مع منسوب مياه النهر سواء في فترات الارتفاع أو الانخفاض. واستغرقت عملية بنائه حوالي 9 سنوات متصلة تقريبا.

## تدميره وترميمه

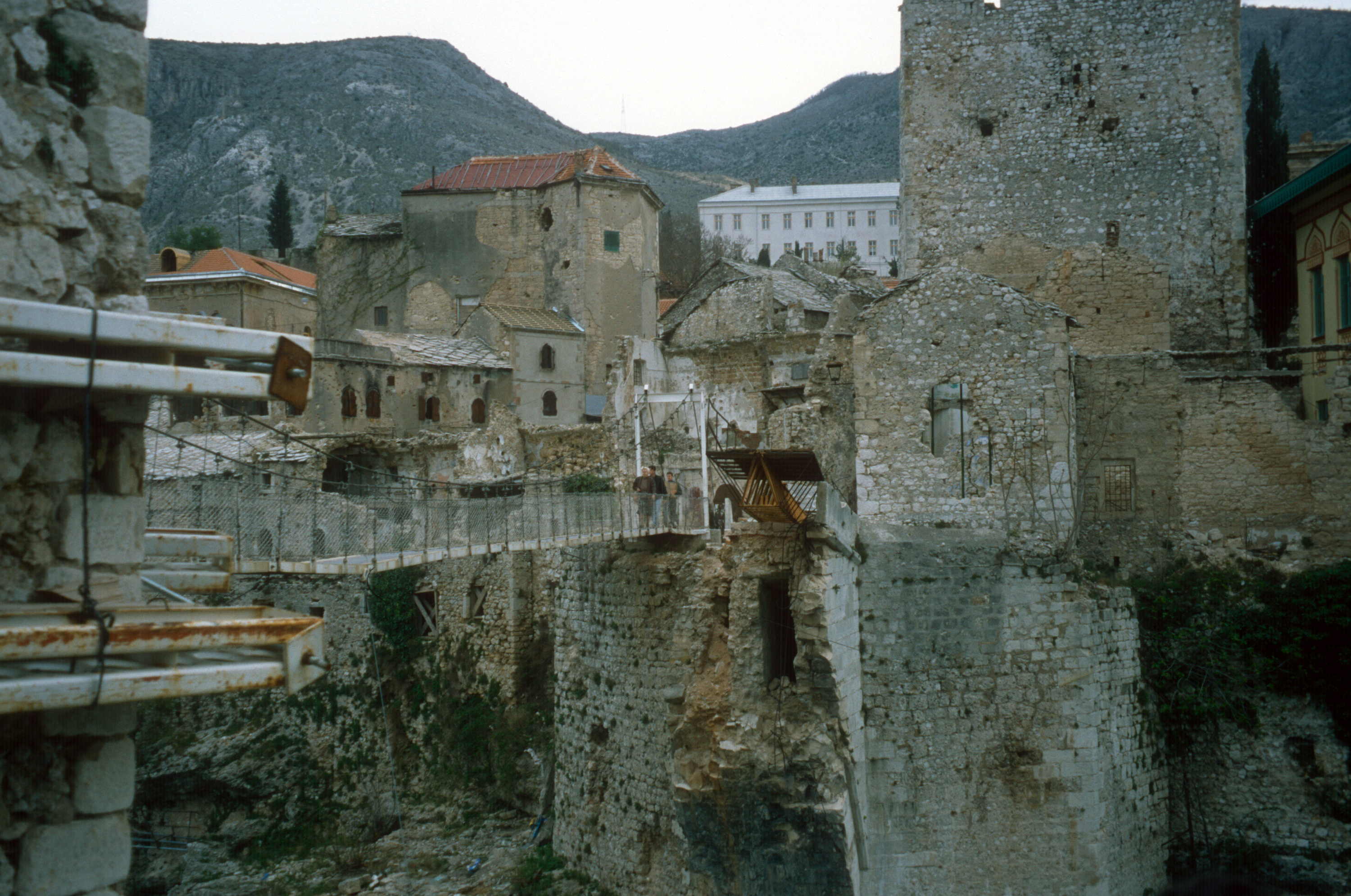
جسر مؤقت في مكان الجسر بعد تدميره.

تعرض الجسر للقصف بالمدفعية من قبل القوات الكرواتية خلال الحرب في البوسنة والهرسك في 8 تشرين الثاني/ نوفمبر 1993، وتم تدمير أجزاء كبيرة منه في اليوم التالي من القصف. وقد انهار الجسر بعد قصفه بأكثر من 60 قذيفة، أدت إلى انهيار جزء كبير منه ولم يتم تدميره بالكامل. شكّل تدمير الجسر عقبة كبيرة في تنقل المواطنين من وإلى جانبي النهر، ولذلك تم عمل كابلات معدنية مؤقتة تسمح بمرور المشاة عليه.
وقد أعقبت الفترة بعد الحرب طرح عدة خطط لإعادة بناء الجسر مرة أخرى، وأشرف على المشروع الثقافي كل من البنك الدولي ومنظمة اليونسكو ومؤسسة الاغاخان للثقافة والصندوق العالمي للآثار. كما حرصت كل من إيطاليا وهولندا وتركيا وكرواتيا ومجلس مصرف التنمية، على تقديم الدعم الكبير لإعادة إعمار الجسر مرة أخرى. وفي مطلع أكتوبر 1998 قامت منظمة اليونسكو بإنشاء لجنة دولية مكونة من عدد من الخبراء، للإشراف على أعمال التصميم وإعادة بناء الجسر على غرار البناء القديم والطراز المعماري الأصلي له، وقد روعي استخدام أحدث المواد والتقنية الحديثة في عملية البناء، وبدأت الأعمال الإنشائية للجسر في 7 حزيران/ يونيو عام 2001 وتم الانتهاء منه في 23 تموز/ يوليو عام 2004. وأدرجت منظمة اليونسكو الجسر مؤخرا كموقع للتراث العالمي.

## وصلات خارجية
- بوابة البوسنة والهرسك باللغة العربية
- ستاري موست أو الجسر القديم في موستار، البوسنة والهرسك
- إعادة ترميم الجسر القديم
- ستاري موست في مورستار / الجزء الأول
- ستاري موست في مورستار / الجزء الثاني